# Reinhard Egger (luge)
Pour les articles homonymes, voir Reinhard Egger.
Reinhard Egger, né le 11 septembre 1989, est un lugeur autrichien en activité. Il a fait ses débuts en Coupe du monde en 2008. 

## Palmarès

### Championnats du monde
- médaille d'argent en individuelle en 2019.
- médaille d'argent par équipe en 2019.

### Coupe du monde
- 5 podiums individuels : 
  - en simple : 1 victoire, 1 deuxième place et 2 troisièmes places.
  - en sprint : 1 victoire.
- 2 podiums en relais : 1 deuxième place et 1 troisième place.

#### Détails des victoires en Coupe du monde
| Édition   | Piste             | Total |
| 2018-2019 | Königssee         | 1     |
| 2019-2020 | Whistler (sprint) | 1     |